# 小行星3001
小行星3001（3001 Michelangelo）是位於小行星帶的小行星，由愛德華·鮑威爾在1982年發現。
該小行星以文藝復興時期的義大利雕塑家、畫家、建築師和詩人米開朗基羅命名。
小行星3001最靠近火星的距離只有 0.6 天文單位。